# Seimone Augustus
Seimone Delicia Augustus, född den 30 april 1984 i Baton Rouge i Louisiana, är en amerikansk basketspelare som tagit tre olympiska guld vid Olympiska sommarspelen 2008 i Peking, 2012 i London och 2016 i Rio de Janeiro. Sedan 2006 har hon spelat för Minnesota Lynx i WNBA.
I april 2010 genomgick hon en operation för att ta bort muskelknutor, en operation som både hennes mor och mormor genomgått. Även om livmodern togs bort under operation kan hon fortfarande bli surrogatmoder, och har sagt att hon vill ha barn en dag. Hon förlovade sig med LaTaya Varner 2010 och de gifte sig 2015.